# Vortexmischer

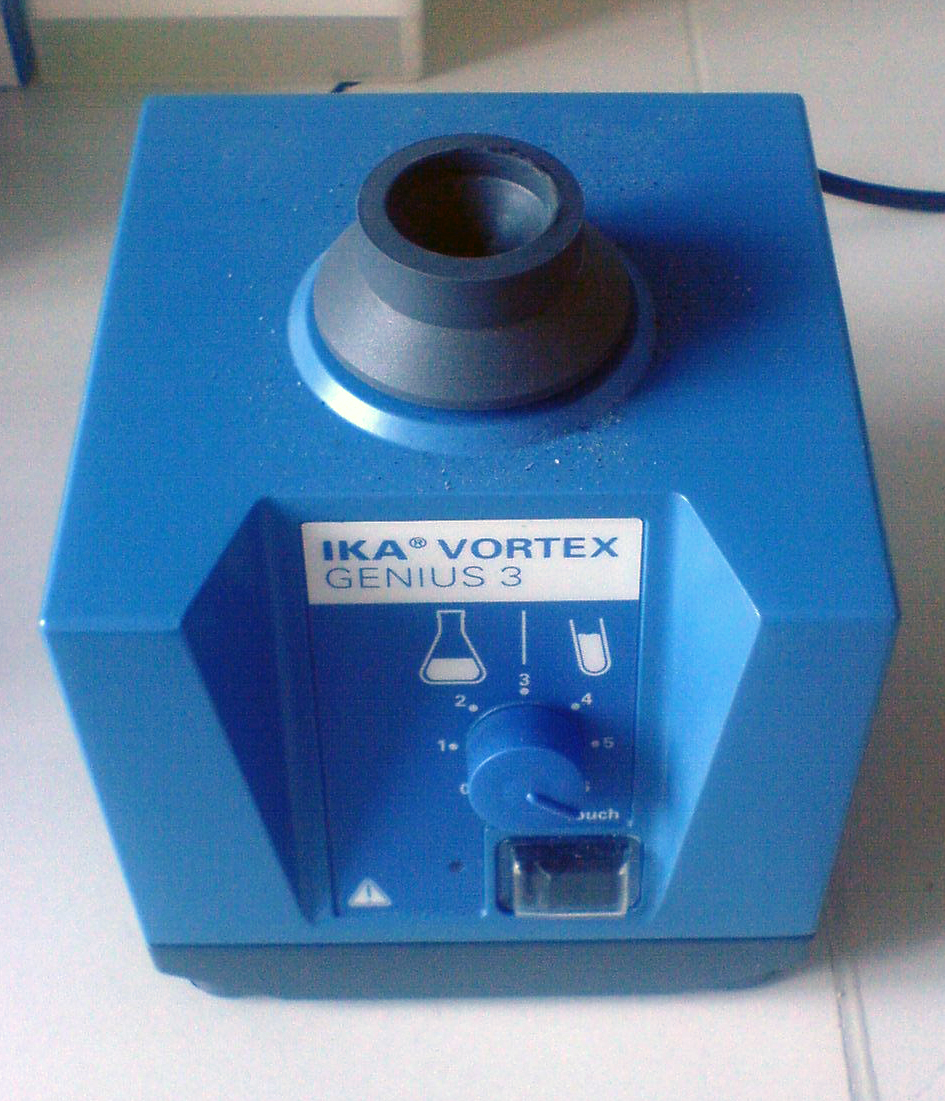
Vortexmischer

Ein Vortexmischer (auch Reagenzglasschüttler) ist ein kleines Schüttelgerät für den Laboralltag, besonders in biologischen und biochemischen Laboratorien. Lösungen, die sich in Reaktionsgefäßen (z. B. Eppendorfcups, Erlenmeyerkolben, Mikrotiterplatten) befinden, können mit diesem Gerät gründlich durchmischt werden. Dazu wird das Reaktionsgefäß auf den Schüttelaufsatz, eine Gummimulde oben auf dem Gerät, gedrückt. Je nach Einstellung des Vortex beginnt dieser nun die Reaktionsmischung durch Vibrieren zu durchmischen. Übliche Drehzahlbereiche reichen bis 2500 min−1. Eingestellt werden kann neben der Stärke der Vibration auch der Betriebsmodus: Dauerbetrieb oder Kurzzeitbetrieb. Beim Kurzbetrieb wird das Gerät erst mit dem Herunterdrücken der Gummimulde betrieben. Bei den meisten Geräten ist es möglich, Reaktionsgefäße zwischen 1,5 ml und 50 ml Volumen zu verwenden.

## Andere Verwendung der Bezeichnung
Teils bezeichnen Hersteller Statischer Mischer in der Verfahrenstechnik ihre Produkte ebenfalls als Vortexmischer.